# Sindaci di Penne
Di seguito l'elenco cronologico dei sindaci di Penne e delle altre figure apicali equivalenti che si sono succedute nel corso della storia.

## Regno d'Italia (1861-1946)
| Sindaci nominati dal governo (1861-1889)                   | Sindaci nominati dal governo (1861-1889) | Sindaci nominati dal governo (1861-1889)        | Sindaci nominati dal governo (1861-1889) | Sindaci nominati dal governo (1861-1889) |
| Nominativo                                                 | Partito                                  | Partito                                         | Mandato                                  | Mandato                                  |
| Nominativo                                                 | Partito                                  | Partito                                         | Inizio                                   | Fine                                     |
| ---------------------------------------------------------- | ---------------------------------------- | ----------------------------------------------- | ---------------------------------------- | ---------------------------------------- |
| Antonio De Caesaris                                        |                                          | Sinistra storica                                | 1861                                     | 1867                                     |
| Alessandro Lemme (Regio commissario)                       | –                                        | –                                               | 1867                                     | 1868                                     |
| Gregorio Forcella Abbati                                   | ?                                        | ?                                               | 1868                                     | 1870                                     |
| Ferdinando Campana (Regio commissario)                     | –                                        | –                                               | 1870                                     | 1870                                     |
| Domenico Bonzi                                             | ?                                        | ?                                               | 1870                                     | 1871                                     |
| Alessandro Angelini (Regio commissario)                    | –                                        | –                                               | 1871                                     | 1871                                     |
| omissis                                                    |                                          |                                                 |                                          |                                          |
| Domenico Bonzi                                             | ?                                        | ?                                               | 1873                                     | 1875                                     |
| Alessandro Flumiani (Regio commissario)                    | –                                        | –                                               | 1875                                     | 1876                                     |
| Michele De Torres                                          | ?                                        | ?                                               | 1876                                     | 1877                                     |
| Ferdinando Castiglione                                     |                                          | Destra storica                                  | 1877                                     | 1880                                     |
| Antonio De Caesaris                                        |                                          | Sinistra storica                                | 1880                                     | 1881                                     |
| omissis                                                    |                                          |                                                 |                                          |                                          |
| Domenico Dottorelli                                        | ?                                        | ?                                               | 1883                                     | 1888                                     |
| omissis                                                    |                                          |                                                 |                                          |                                          |
| Ferdinando Castiglione (Prosindaco facente funzioni)       |                                          | Destra storica                                  | 1889                                     | 1889                                     |
| Sindaci eletti dal Consiglio comunale (1889-1927)          |                                          |                                                 |                                          |                                          |
| Nominativo                                                 | Partito                                  | Partito                                         | Mandato                                  | Mandato                                  |
| Nominativo                                                 | Partito                                  | Partito                                         | Inizio                                   | Fine                                     |
| Ferdinando Castiglione                                     |                                          | Destra storica                                  | 1889                                     | 1894                                     |
| Vincenzo Leopardi (Prosindaco facente funzioni)            |                                          | Destra storica                                  | 1894                                     | 1895                                     |
| Vincenzo Leopardi                                          | 1895                                     | Destra storica                                  | 1902                                     |                                          |
| Luigi Franceschini (Regio commissario)                     | –                                        | –                                               | 1902                                     | 1902                                     |
| Vincenzo Leopardi                                          |                                          | Destra storica                                  | 1902                                     | 1904                                     |
| Filippo Frattaroli (Commissario prefettizio)               | –                                        | –                                               | 1904                                     | 1905                                     |
| Saverio De Leone                                           | ?                                        | ?                                               | 1905                                     | 1908                                     |
| Vittorio Truccone (Commissario prefettizio)                | –                                        | –                                               | 1908                                     | 1908                                     |
| Ferdinando Castiglione                                     |                                          | Destra storica                                  | 1908                                     | 1909                                     |
| Vincenzo Leopardi (Prosindaco facente funzioni)            |                                          | Destra storica                                  | 1909                                     | 1910                                     |
| Ferdinando Castiglione (Prosindaco facente funzioni)       |                                          | Destra storica                                  | 1910                                     | 1910                                     |
| Saverio De Leone                                           | ?                                        | ?                                               | 1910                                     | 1911                                     |
| Francesco Vanni (Prosindaco facente funzioni)              | ?                                        | ?                                               | 1911                                     | 1912                                     |
| Saverio De Leone                                           | ?                                        | ?                                               | 1912                                     | 1914                                     |
| Francesco Vicario (Commissario prefettizio)                | –                                        | –                                               | 1914                                     | 1914                                     |
| Angelo Pellegrini                                          | ?                                        | ?                                               | 1914                                     | 1915                                     |
| Terenzio De Giorgis (Commissario prefettizio)              | –                                        | –                                               | 1915                                     | 1916                                     |
| Enrico Cavalieri (Commissario prefettizio)                 | –                                        | –                                               | 1916                                     | 1916                                     |
| Giuseppe Gentili (Commissario prefettizio)                 | –                                        | –                                               | 1916                                     | 1917                                     |
| Enrico Cavalieri (Regio commissario)                       | –                                        | –                                               | 1917                                     | 1917                                     |
| Lamberto Conte Catolfi Salvoni (Regio commissario)         | –                                        | –                                               | 1917                                     | 1917                                     |
| Enrico Cavalieri (Regio commissario)                       | –                                        | –                                               | 1917                                     | 1919                                     |
| Vittorio Ventura (Regio commissario)                       | –                                        | –                                               | 1919                                     | 1920                                     |
| Nicola Quinto (Regio commissario)                          | –                                        | –                                               | 1920                                     | 1920                                     |
| Francesco Laguardia                                        |                                          | Partito Socialista Italiano                     | 1920                                     | 1921                                     |
| Nicola Perrotti                                            |                                          | Partito Socialista Italiano                     | 1921                                     | 1921                                     |
| Francesco Laguardia (Prosindaco facente funzioni)          |                                          | Partito Socialista Italiano                     | 1921                                     | 1922                                     |
| Nicola Perrotti                                            |                                          | Partito Socialista Italiano                     | 1922                                     | 1922                                     |
| Giovanni De Luca (Commissario prefettizio)                 | –                                        | –                                               | 1922                                     | 1923                                     |
| Giuseppe Caratti (Commissario prefettizio)                 | –                                        | –                                               | 1923                                     | 1924                                     |
| Francesco Vanni                                            |                                          | Partito Nazionale Fascista                      | 1924                                     | 1927                                     |
| Podestà nominati dal governo (1927-1944)                   |                                          |                                                 |                                          |                                          |
| Nominativo                                                 | Partito                                  | Partito                                         | Mandato                                  | Mandato                                  |
| Nominativo                                                 | Partito                                  | Partito                                         | Inizio                                   | Fine                                     |
| Francesco Vanni                                            |                                          | Partito Nazionale Fascista                      | 1927                                     | 1929                                     |
| Nicola Lombardi (Commissario prefettizio)                  | –                                        | –                                               | 1929                                     | 1930                                     |
| Nicola Tucci                                               |                                          | Partito Nazionale Fascista                      | 1930                                     | 1930                                     |
| Nicola Castiglione (Commissario prefettizio)               | –                                        | –                                               | 1930                                     | 1930                                     |
| Nicola Tucci                                               |                                          | Partito Nazionale Fascista                      | 1930                                     | 1931                                     |
| Edoardo Tomaiuoli (Commissario straordinario)              | –                                        | –                                               | 1931                                     | 1932                                     |
| Ettore Ferrara (Commissario prefettizio)                   | –                                        | –                                               | 1932                                     | 1932                                     |
| Edoardo Tomaiuoli (Commissario straordinario)              | –                                        | –                                               | 1932                                     | 1932                                     |
| Luigi Coletti (Commissario prefettizio)                    | –                                        | –                                               | 1932                                     | 1935                                     |
| Berardo Lenzi (Commissario prefettizio)                    | –                                        | –                                               | 1935                                     | 1936                                     |
| Vincenzo D'Alfonso (Commissario prefettizio)               | –                                        | –                                               | 1936                                     | 1937                                     |
| Vincenzo D'Alfonso                                         |                                          | Partito Nazionale Fascista                      | 1937                                     | 1940                                     |
| Antonio D'Assergio (Commissario prefettizio)               | –                                        | –                                               | 1940                                     | 1940                                     |
| Antonio D'Assergio                                         |                                          | Partito Nazionale Fascista                      | 1940                                     | 1943                                     |
| Ermanno Civico (Commissario prefettizio)                   | –                                        | –                                               | 1943                                     | 1943                                     |
| Antonio D'Assergio                                         |                                          | Partito Nazionale Fascista                      | 1943                                     | 1943                                     |
| Berardo Alessandrini (Commissario prefettizio)             | –                                        | –                                               | 1943                                     | 1944                                     |
| Sindaci del periodo costituzionale transitorio (1944-1946) |                                          |                                                 |                                          |                                          |
| Nominativo                                                 | Partito                                  | Partito                                         | Mandato                                  | Mandato                                  |
| Nominativo                                                 | Partito                                  | Partito                                         | Inizio                                   | Fine                                     |
| Francesco Laguardia                                        |                                          | Partito Socialista Italiano di Unità Proletaria | 1944                                     | 1944                                     |
| Camillo De Fabritiis                                       |                                          | Partito Socialista Italiano di Unità Proletaria | 1944                                     | 1944                                     |
| Camillo De Fabritiis (Commissario prefettizio)             | –                                        | –                                               | 1944                                     | 1945                                     |
| Camillo De Fabritiis                                       |                                          | Partito Socialista Italiano di Unità Proletaria | 1945                                     | 1945                                     |
| Ennio Sarro (Commissario prefettizio)                      | –                                        | –                                               | 1945                                     | 1945                                     |
| Giovanni Canzi                                             |                                          | Partito Comunista Italiano                      | 1945                                     | 1946                                     |

## Repubblica Italiana (dal 1946)
| Sindaci eletti dal Consiglio comunale (1946-1993)    | Sindaci eletti dal Consiglio comunale (1946-1993) | Sindaci eletti dal Consiglio comunale (1946-1993)                                                                                  | Sindaci eletti dal Consiglio comunale (1946-1993) | Sindaci eletti dal Consiglio comunale (1946-1993) | Sindaci eletti dal Consiglio comunale (1946-1993) |
| Nominativo                                           | Partito                                           | Partito | Mandato                                           | Mandato                                           | Elezione                                          |
| Nominativo                                           | Partito                                           | Partito | Inizio                                            | Fine                                              | Elezione                                          |
| ---------------------------------------------------- | ------------------------------------------------- | --- | ------------------------------------------------- | ------------------------------------------------- | ------------------------------------------------- |
| Pietro Comune                                        | ?                                                 | ? | 1946                                              | 1948                                              | Elezione 1946                                     |
| Camillo De Fabritiis                                 |                                                   | Partito Socialista Italiano | 1948                                              | 1956                                              | Elezione 1948                                     |
| Camillo De Fabritiis                                 | Elezione 1953                                     | Partito Socialista Italiano | 1948                                              | 1956                                              |                                                   |
| Alberto Castaldi (Commissario straordinario)         | –                                                 | – | 1956                                              | 1957                                              | –                                                 |
| Pierino Castiglione                                  |                                                   | Democrazia Cristiana | 1957                                              | 1966                                              | Elezione 1957                                     |
| Pierino Castiglione                                  | Elezione 1961                                     | Democrazia Cristiana | 1957                                              | 1966                                              |                                                   |
| Marchitiello Claudio (Commissario prefettizio)       | –                                                 | – | 1966                                              | 1966                                              | –                                                 |
| Raffaele Sodano (Commissario prefettizio)            | –                                                 | – | 1966                                              | 1966                                              | –                                                 |
| Amleto Di Nino                                       | ?                                                 | ? | 1966                                              | 1968                                              | Elezione 1966                                     |
| Antonio Cantagallo                                   | ?                                                 | ? | 1968                                              | 1970                                              | Elezione 1966                                     |
| Pierino Castiglione                                  |                                                   | Democrazia Cristiana | 1970                                              | 1975                                              | Elezione 1970                                     |
| Ettore Modesti                                       |                                                   | Democrazia Cristiana | 1975                                              | 1975                                              | Elezione 1970                                     |
| Enrico Trabassi                                      | ?                                                 | ? | 1975                                              | 1977                                              | Elezione 1975                                     |
| Celestino Cantagallo                                 |                                                   | Partito Socialista Italiano | 1977                                              | 1980                                              | Elezione 1975                                     |
| Celestino Cantagallo                                 | 1980                                              | Partito Socialista Italiano | 1985                                              | Elezione 1980                                     |                                                   |
| Ettore Modesti                                       |                                                   | Democrazia Cristiana | 1985                                              | 1987                                              | Elezione 1985                                     |
| Fabrizio De Fabritiis                                |                                                   | Partito Comunista Italiano | 1987                                              | 1988                                              | Elezione 1985                                     |
| Luciano Mauriello (Commissario prefettizio)          | –                                                 | – | 1988                                              | 1988                                              | –                                                 |
| Fabrizio De Fabritiis                                |                                                   | Partito Comunista Italiano (1988-1991) poi Partito Democratico della Sinistra (1991-1993)                                          | 1988                                              | 7 giugno 1993                                     | Elezione 1988                                     |
| Sindaci eletti direttamente dai cittadini (dal 1993) |                                                   | |                                                   |                                                   |                                                   |
| Nominativo                                           | Lista                                             | Lista | Mandato                                           | Mandato                                           | Elezione                                          |
| Nominativo                                           | Lista                                             | Lista | Inizio                                            | Fine                                              | Elezione                                          |
| Lucio Marcotullio                                    |                                                   | Lista civica di centro Insieme per Penne – Alleanza popolare (1993-1997) poi Lista civica di centro Alleanza per Penne (1997-2001) | 7 giugno 1993                                     | 14 maggio 2001                                    | Elezione 1993                                     |
| Lucio Marcotullio                                    | Elezione 1997                                     | Lista civica di centro Insieme per Penne – Alleanza popolare (1993-1997) poi Lista civica di centro Alleanza per Penne (1997-2001) | 7 giugno 1993                                     | 14 maggio 2001                                    |                                                   |
| Paolo Fornarola                                      |                                                   | Lista civica | 14 maggio 2001                                    | 30 maggio 2006                                    | Elezione 2001                                     |
| Ezio Di Marcoberardino                               |                                                   | Lista civica | 30 maggio 2006                                    | 16 maggio 2011                                    | Elezione 2006                                     |
| Rocco D'Alfonso                                      |                                                   | Lista civica di centro-sinistra Per Penne                                                                                          | 16 maggio 2011                                    | 5 giugno 2016                                     | Elezione 2011                                     |
| Mario Semproni                                       |                                                   | Lista civica di centro-destra Penne Viva                                                                                           | 5 giugno 2016                                     | 5 ottobre 2021                                    | Elezione 2016                                     |
| Gilberto Petrucci                                    |                                                   | Lista civica di centro-destra Penne Viva                                                                                           | 5 ottobre 2021                                    | in carica                                         | Elezione 2021                                     |